# حزب سبز مالزی
حزب سبز مالزی (مالایی: Parti Hijau Malaysia) یک حزب سیاسی با تمرکز بر روی دفاع از محیط‌زیست در مالزی است. این تشکیلات در سال ۲۰۱۰ به عنوان یک جریان مجازی شکل گرفت. هدف اصلی موسس این تشکیلات، ازلان عدنان (Azlan Adnan)، توانمندسازی و متحد کردن همه سازمان‌های مردم‌نهاد (کوته‌نوشت به انگلیسی: NGOs) محیط زیست (سازمان‌های مردم‌نهاد محیط‌زیست، کوته‌نوشت به انگلیسی: ENGOs)در مالزی و پیشبرد خط‌مشی سبز محور به سمت آگاهی سیاسی مردم مالزی بود.
در سال ۲۰۲۲، این حزب در رقابت‌های انتخاباتی سطوح ملی و ایالتی حضور نیافت.